# Bestens naar limietorder
Bestens naar limietorder (Engels: market to limit order) is een term die gehanteerd wordt in de handel in effecten. Het is een van de ordertypen die mogelijk is in het handelssysteem op de Nederlandse beurs, het NSC.
De bestens naar limietorder is een order die in eerste instantie tegen de beste prijs van het moment uitgevoerd wordt, net als de bestensorder. Op het moment van het plaatsen van de order wordt gekeken wat de beste prijs in de markt is. De order wordt op dat moment onmiddellijk tegen die prijs uitgevoerd.
Wanneer het aantal aangeboden tegen de beste prijs lager is dan wordt gevraagd, wordt vervolgens de rest van de order als een limietorder ingebracht, en niet zoals de bestensorder meteen uitgevoerd tegen lagere/hogere prijzen (bij verkoop resp. aankoop).